# 格奧爾格·腓特烈 (巴登-杜爾拉赫)
格奧爾格·腓特烈（德語：Georg Friedrich，1573年1月30日—1638年9月24日），巴登-杜爾拉赫藩侯，1604年至1622年在位。
1604年，格奧爾格·腓特烈繼承哥哥恩斯特·腓特烈為巴登-杜爾拉赫藩侯。格奧爾格·腓特烈延續對巴登-巴登藩侯國的佔領，直到1622年於溫普芬戰役中戰敗，同年格奧爾格·腓特烈退位。

## 家庭
1592年，格奧爾格·腓特烈與薩爾姆-諾伊維爾的尤利亞妮·烏爾蘇拉（Juliane Ursula）結婚，兩人共有2子3女：
1. 烏爾蘇拉·卡塔琳娜（1593年—1615年）
2. 腓特烈五世（1594年—1659年）
3. 安娜·阿馬莉（英语：Anna Amalie of Baden-Durlach）（1595年—1651年）
4. 克里斯托夫（德语：Christoph von Baden-Durlach (1603–1632)）（1603年—1632年）
5. 希比爾·瑪格達琳（1605年—1644年）